# Dmitri Nikolajewitsch Bludow

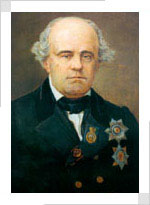
Dmitri Nikolajewitsch Bludow (Franz Krüger)

Dmitri Nikolajewitsch Bludow (russisch Дмитрий Николаевич Блудов; * 5. Apriljul. / 16. April 1785greg. auf dem Bludow-Landsitz Romanowo bei Schuja; † 19. Februarjul. / 2. März 1864greg. in St. Petersburg) war ein russischer Minister und Literat.

## Leben
Bludow stammte aus einer Adelsfamilie und verlor früh seinen Vater Nikolai Jakowlewitsch Bludow. Seine Mutter Jekaterina Jermolajewna, Tochter des Staatsrats Jermolai Wassiljewitsch Tischin, zog mit ihm nach Moskau, wo er 1800 in den Dienst des Archivs für Auswärtige Angelegenheiten trat. Dort lernte er insbesondere die Brüder Alexander und Nikolai Turgenew, Dmitri Daschkow und Filipp Wigel kennen. 1801 verliebte sich der sechzehnjährige Bludow in die 24-jährige Hofdame Fürstin Anna Andrejewna Schtscherbatowa (1777–1848), der eine Ähnlichkeit mit Großfürstin Elisabeth Alexejewna nachgesagt wurde. Erst mit Hilfe von Anna Pawlowna Kamenskaja, Frau des Feldmarschalls Kamenski, die für Bludow die Mutterrolle übernommen hatte, kam es 1812 zur Hochzeit mit Anna Andrejewna Schtscherbatowa. Vier Kinder wurden geboren: Antonina (1813–1891), Lidija (1815–1882), Andrei (1817–1886) und Wadim (1819–1902).
Dank der Protektion Anna Pawlowna Kamenskajas wurde Bludow in den Dienst des Kollegiums für Auswärtige Angelegenheiten in St. Petersburg aufgenommen. Als Vetter des Dichters Wladislaw Oserow und Neffe des Dichters Gawriil Derschawin fand er leicht Zugang zu den hauptstädtischen Literaten. Zusammen mit Wassili Schukowski gehörte er zu den jungen Schriftstellern, die als Anhänger Karamsins mit der Waffe der Ironie gegen die Maßlosigkeit der Schischkow-Schule kämpften. 1815 gründeten Bludow, Daschkow und andere die literarische Gesellschaft Arsamas, in der Bludow scherzhaft Kassandra genannt wurde. Nach dem Tode Karamsins stellten sie den letzten unvollendeten Band seiner Geschichte des russischen Staates fertig, wobei Konstantin Serbinowitsch Bludows Anmerkungen einarbeitete. Kurz vor seinem Tod hatte Karamsin Nikolaus I. auf die besonderen Fähigkeiten Bludows aufmerksam gemacht.
Bludow war Botschaftsrat in Stockholm und Wien und dann Geschäftsträger in London (1817–1820). Nach dem Dekabristenaufstand im Dezember 1825 bestimmte Nikolaus I. Bludow zum Schriftführer im Prozess gegen die Dekabristen. Mit seiner sorgfältigen Anklageschrift erwarb er sich die Gunst des Monarchen. Nach dem Abschluss des Prozesses 1826 wurde Bludow Staatssekretär und Vertreter des Ministers für Volksaufklärung sowie zusammen mit ihm Hauptgeschäftsführer für auswärtige Bekenntnisangelegenheiten. Für den Aufbau griechisch-unierter Kirchen in Russland wurde Bludow 1828 zum Geheimrat (III. Rangklasse) ernannt.
1830 führte Bludow für den abwesenden Daschkow einige Monate das Justizministerium. 1832 wurde er Geschäftsführer des Innenministeriums und 1837 des Justizministeriums. 1839 wurde er Wirklicher Geheimrat (II. Rangstufe) und Hauptgeschäftsführer der II. Abteilung der Kanzlei der Kaiserlichen Majestät (als Nachfolger Michail Speranskis), die für das russische Gesetzbuch zuständig war. Dazu war Bludow Mitglied des Staatsrats und Vorsitzender der Staatsratsabteilung für die Gesetze. Ab 1840 begleitete er das Departement für Angelegenheiten des Königreichs Polen. 1842 erhielt er den Grafentitel. Als Hauptgeschäftsführer der II. Abteilung redigierte er zwei Ausgaben des Gesetzbuches (1842 und 1857). Er war federführend bei der Erstellung des Strafgesetzbuches von 1845. Darauf erhielt er den Orden des Heiligen Andreas des Erstberufenen. 1847 unterzeichnete Bludow das Konkordat mit dem Heiligen Stuhl. Während der Europäischen Revolutionen 1848/1849 riet Bludow Nikolaus I. von der Schließung der Universitäten ab. Nach dem Tode Nikolaus I. beschrieb Bludow seine Erinnerung an die letzten Stunden des Kaisers, die ins Polnische, Deutsche, Englische und Französische übersetzt wurde.
Bludow wurde Präsident der St. Petersburger Akademie der Wissenschaften als Nachfolger Sergei Uwarows (1855), des Judenkomitees (1856), des Kinderheimkomitees (1857) sowie Vorsitzender des Staatsrats und Vorsitzender des Ministerkomitees als Nachfolger Alexei Orlows (1862).
Mit dem Beginn der großen Reformen Alexanders II. erinnerte Bludow sich an seine progressiven Ideen seiner Jugend. Er arbeitete ein Projekt zur Justizreform aus mit Trennung der Justiz von der Exekutive. 1857 wurde er Mitglied des Komitees zur Vorbereitung der Bauernbefreiung in Russland.
1859 war Bludow in den Ruhestand versetzt worden als Ritter des Orden des Heiligen Andreas des Erstberufenen (mit 800 Rubel jährlich). In seinem Haus traf sich die literarische Welt, und Schriftsteller stellten ihre Werke vor dem Druck vor, so auch Lew Tolstoi.
Bludow wurde auf dem Tichwiner Friedhof am Alexander-Newski-Kloster in St. Petersburg begraben. Seine sein ganzes Leben abdeckenden Aufzeichnungen wurden nicht veröffentlicht. Umfangreiche Auszüge  veröffentlichte J. P. Kowalewski zwei Jahre nach Bludows Tod. Carl Friedrich von Ledebour hatte 1830 die Schwertlilie Iris bloudowii nach Bludow benannt.

## Ehrungen
- Orden des Heiligen Andreas des Erstberufenen mit Diamanten
- Orden des Heiligen Wladimir I. Klasse
- Alexander-Newski-Orden
- Kaiserlich-Königlicher Orden vom Weißen Adler
- Russischer Orden der Heiligen Anna I. Klasse
- Ehrenmitglied der Russischen Akademie der Wissenschaften (1826)